# Järnfilspån

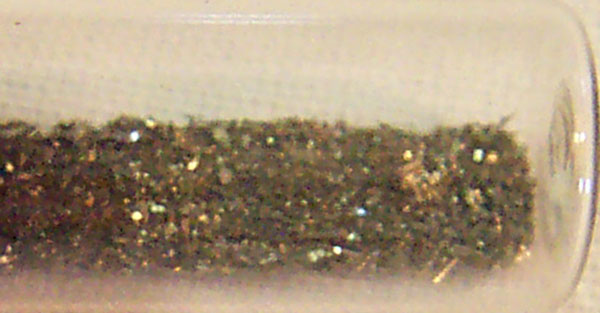
En glasburk med järnfilspån

Järnfilspån är mycket små järnpartiklar. De används främst i demonstrationer av magnetfält, där de mycket tydligt visar fältlinjerna. Eftersom järn är ferromagnetiskt bli varje enskild partikel en miniatyrstavmagnet som lägger sig i linje med magnetfältet. 

## Historia
Järnfilspån har historiskt sett mest varit en biprodukt av järnbearbetning såsom filning, slipning eller fräsning och har mest slängts som avfall eller återanvänts i smältningsprocessen.

## Användning

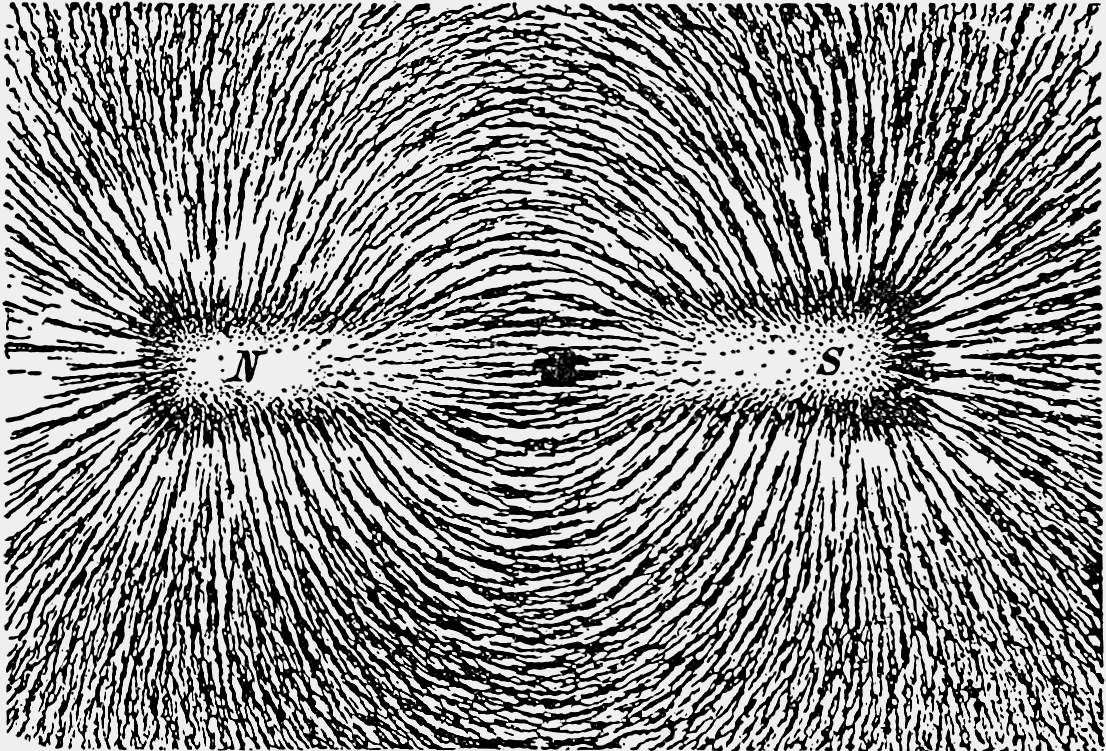
Järnfilspån som tydligt visar magnetfältslinjerna hos en permanentmagnet

Spånen har genom tiderna funnit användning som till exempel ett primitivt krut där järnfilspånet är mycket fint och kan på så sätt brinna tack vare ökad yta relativt partikelmassan. Spånen kan även användas för att pressas till transformatorkärnor, och används på så sätt i modern elektronik. Järnfilspån används dock i första hand för undervisning om och studier av magnetism och elektromagnetiska fält. Magnetfältslinjerna blir mycket tydliga när järnfilspånen läggs på ett vitt papper med en permanentmagnet under papperet. Spånen kan även användas i leksaker som låter barn rita med magnetiska pennor. 